# Plebicula posttheristes
Plebicula posttheristes är en fjärilsart som beskrevs av Ruggero Verity 1934. Plebicula posttheristes ingår i släktet Plebicula och familjen juvelvingar. Inga underarter finns listade i Catalogue of Life.